# Медуница лекарственная
Медуница лекарственная (лат. Pulmonaria officinalis) — вид невысоких многолетних травянистых растений из рода Медуница семейства Бурачниковые (Boraginaceae). У растений этого вида наблюдается нечастое среди цветковых растений явление изменения окраски венчика в процессе цветения: розовые в начале, к концу цветения они становятся синими.
Медуница лекарственная с древних времён использовалась в качестве лекарственного растения. Культивируется как декоративное садовое растение. Медонос.

## Распространение
Медуница лекарственная растёт в лесах Центральной и Восточной Европы, на лугах и в болотистых местах Британских островов. На территории России встречается в Калининградской области, Удмуртской Республике

## Биологическое описание

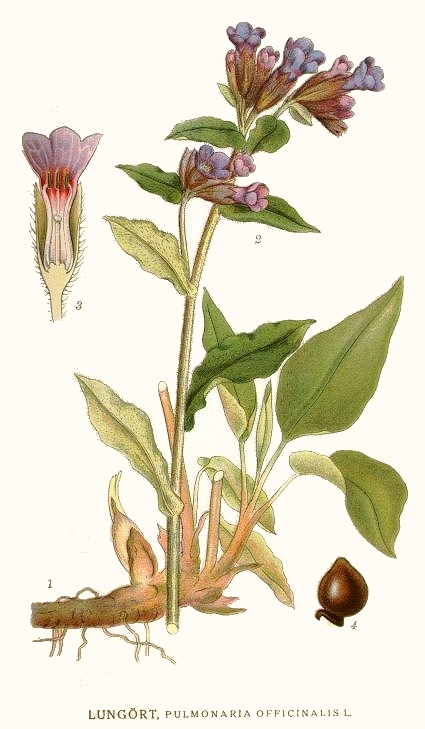

Растения этого вида — многолетние травянистые корневищные растения высотой до 30 см.
Стебель прямостоячий, покрыт волосками.
Листья длиной до 15 см, со светлыми пятнами. Пятна представляют собой сильно разрыхлённую ткань с большим количеством устьиц.
Цветок с двойным околоцветником. Венчик актиноморфный, пятидольный, в начале цветения розово-красный, постепенно становится синим. Растение начинает цвести в марте.
Тычинок пять. Столбик цельный, голый, с цельным головчатым рыльцем. Завязь верхняя. Опыление происходит с помощью насекомых; нектар в цветке защищён от всех неэффективных опылителей длинной трубкой венчика.
В качестве приспособления для перекрёстного опыления для всех видов медуницы характерна диморфная гетеростилия: у разных растений может быть различная длина столбиков и тычиночных нитей (у одних растений столбики короче тычинок, у других — тычинки короче столбиков). Как самоопыление, так и переопыление между растениями одного морфологического типа почти не даёт семян, эффективно переопыление только между особями с разным типом цветков. Опыляются преимущественно мухами-жужжалами.
Плод — орешек с мясистыми придатками (ариллусами), привлекающими муравьёв.
|  |  |  |  |

## Химический состав
В медунице лекарственной содержатся сапонины и танины.

## Применение

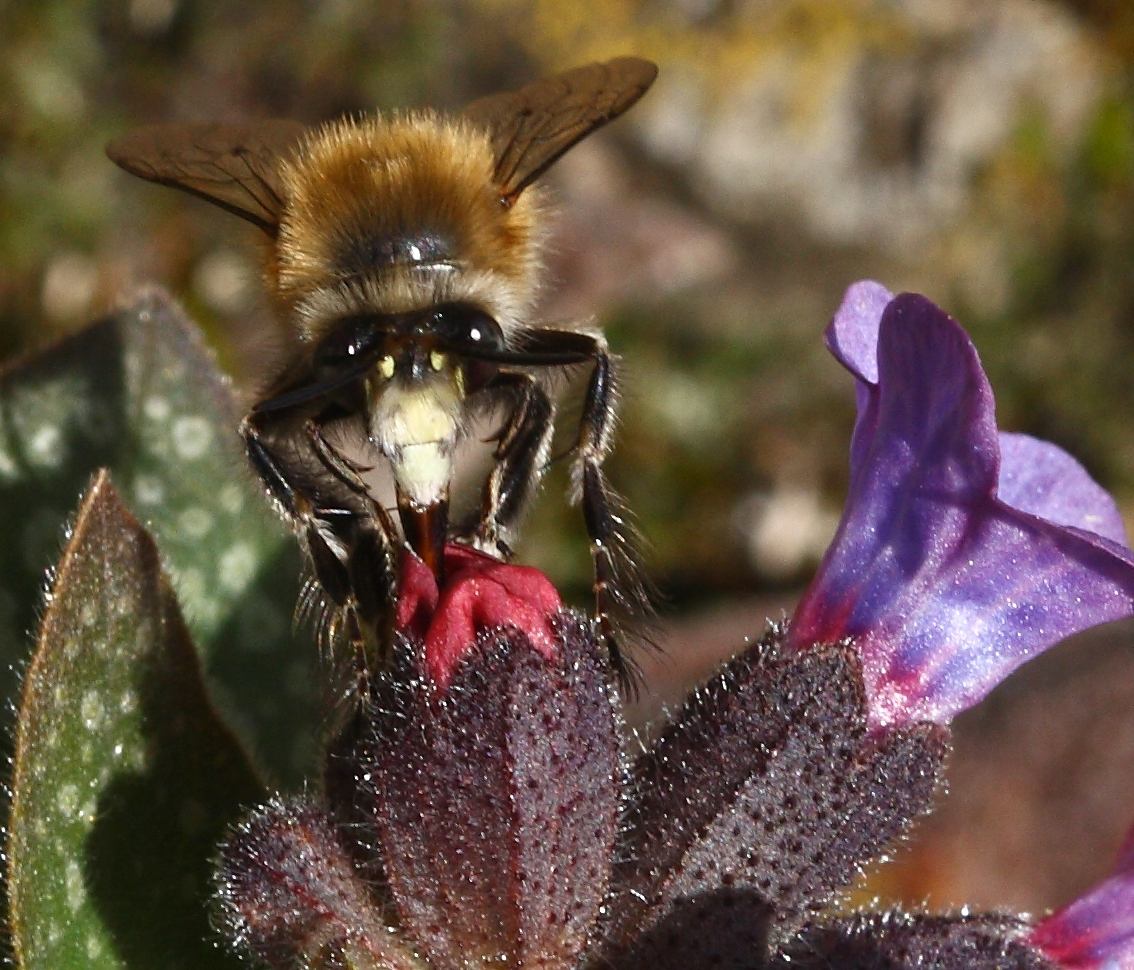
Anthophora plumipes из рода Anthophora на цветке медуницы лекарственной

Значительный и один из самых ранних медоносов (причём красные цветки выделяют нектара намного больше синих).

### Применение в кулинарии
Листья медуницы лекарственной добавляют в салаты и супы, они придают блюдам привкус вермута.

### Медицинское применение
Этот вид медуницы с древних времён использовался в качестве лекарственного растения для лечения лёгочных заболеваний. Такое использование было связано и с так называемой доктриной сигнатур, долгое время применявшейся в фитотерапии (согласно этой доктрине внешний вид растения определяет его полезные свойства, а поскольку листья медуницы лекарственной, покрытые светлыми пятнами, в некоторой степени похожи на человеческие лёгкие, растение использовали для лечения именно лёгочных заболеваний), и с реальными медицинскими свойствами растения (медуница лекарственная содержит сапонины и танины, которые действуют как отхаркивающие и смягчающие средства при инфекциях слизистых оболочек). Сейчас в фитотерапии медуница лекарственная не используется, поскольку есть другие, существенно более эффективные растения с аналогичным действием.

### Применение в садоводстве
Медуницу лекарственную выращивают в садах ради её декоративных пятнистых листьев и раннего цветения. Выведено немало декоративных сортов. Один из самых известных сортов — Pulmonaria officinalis 'Sissinghurst White': растение с крупными пятнистыми листьями и белыми цветками, не меняющими окраску в процессе цветения.
Агротехника
Медуницу лучше выращивать в полутени, в прохладном месте (на сухих солнечных местах растение нередко поражается мучнистой росой). Желательно, чтобы почва была влажной и богатой гумусом. Размножение — семенами, черенками или делением.